# محمود عبد الرازق جمعة
محمود عبد الرازق جمعة شاعر وكاتب وصحفي مصرى، من مواليد 19 سبتمبر 1980 المنصورة، مصر.

سكرتير تحرير مجلة الدراسات الإيرانية الصادرة عن مركز الخليج العربي للدراسات الإيرانية ومحرر لغوي بالمركز

## أعماله الأدبية
- الأخطاء اللغوية الشائعة في الأوساط الثقافية، دراسة لغوية، دار شرقيات، يناير 2008، ومكتبة الأسرة سبتمبر 2009، والمجلس الأعلى للثقافة يناير 2013.[3]
- لعلكم تهتدون، شعر فصحى، المجلس الأعلى للثقافة، سلسلة الكتاب الأول، يناير 2009.
- فِقدان مؤقت للذاكرة، شعر فصحى، دار النفيسة للعلوم والآداب، أغسطس 2011.[4]
- سندبادة، شعر عامية، «روائع» للنشر والتوزيع، القاهرة، 2015.
- قواعد القهوة الأربعون، الكتب خان للنشر والتوزيع، القاهرة، 2015.[5]
- لا تعذريني، شعر فصحى، لؤلؤة للنشر والتوزيع، الإسكندرية، 2005.
- لغة النور، شعر فصحى، الهيئة العامة لقصور الثقافة، 2016.
- موسقة، شعر فصحى، الهيئة المصرية العامة للكتاب، 2016.
- نُشر له بعض الأعمال في المجلات والجرائد المصرية والعربية مثل مجلة «الثقافة الجديدة» ومجلة «تراث» الإماراتية وجريدة «الأهرام الدولي» ومجلة «الساقية الورقية».
- ألّف الأوبريت المسرحي الغنائي «أربعة في مهمة مش رسمية»، إخراج شريف الرزاز، إنتاج الهيئة القبطية الإنجيلية.
- ألف أغنيات مسرحية «إحنا فين وانتوفين؟»، تأليف وإخراج رانيا رفعت، إنتاج الهيئة القبطية الإنجيلية.

## وصلات خارجية
- مقالاته في اليوم الجديد
- دائرة.. فنُقطَة.. فلا شيء
- محمود عبد الرازق جمعة
- توقيع ديوان «موسقة» لـ محمود عبد الرازق بالمركز الدولي للكتاب.. 10 ديسمبر